# Deleproctophylla bleusei
Deleproctophylla bleusei is een insect uit de familie van de vlinderhaften (Ascalaphidae), die tot de orde netvleugeligen (Neuroptera) behoort. 
Deleproctophylla bleusei is voor het eerst wetenschappelijk beschreven door Kimmins in 1949.